# Mezcla genética
La mezcla genética (comúnmente conocida en inglés como admixture, admixtión) es la generación de una nueva población híbrida mediante la mezcla de dos o más poblaciones ancestrales que habían estado previamente aisladas. La mezcla genética resulta en la introducción de nuevos linajes genéticos a una población. Este fenómeno suele retrasar la adaptación local al introducir genotipos extraños no adaptados, así como también impedir el proceso de especiación al homogeneizar las poblaciones.

## Ejemplos
La mezcla genética a menudo ocurre cuando una barrera geográfica que anteriormente separaba las poblaciones, como un río o istmo, es removida; o cuando acciones antropogénicas resultan en el traslado de poblaciones (por ejemplo especies invasoras).
Un ejemplo de mezcla genética resultante de la introducción de una especie invasora es el abaniquillo costero cubano. Muchas poblaciones aisladas de esta especie existen en el territorio nativo de Cuba. Sin embargo, en el territorio invadido de Florida, estas poblaciones se entrecruzan libremente, formando un población mezclada.
Otro ejemplo de mezcla genética involucra un derrumbamiento repentino de una barrera natural que genera hibridaciones entre especies biológicamente cercanas en rivalidad, como los lobos grises y los coyotes desde el noreste hasta las regiones Atlánticas de América del Norte, así como algunas partes del sur de los Estados Unidos. Mientras que los lobos y los coyotes están estrechamente relacionados y ambos comparten un ancestro común, éstos no suelen cruzarse entre ellos debido a la hostilidad natural entre las dos especies que se ven como competidores. Aun así, hace unos 600-900 años en Canadá oriental, posiblemente debido a impactos humanos y persecución, hubo una disminución de las poblaciones de lobos grises que generó que aquellos sobrevivientes buscaran parejas potenciales en una población de coyote precolombina que había emigrado al este. El coyolobo moderno de Canadá oriental y las regiones nororientales de los EE. UU. son entonces descendientes de los híbridos que se originaron durante esta mezcla genética.

## Mapeo
El mapeo de mezcla genética es un método de mapeo genético que utiliza una población de ascendencia mixta (población mestiza) para encontrar aquellas regiones genéticas que contribuyen a diferencias en enfermedades u otros fenotipos encontrados entre las diferentes poblaciones ancestrales. El método es mejor aplicado a poblaciones con mezcla reciente de dos poblaciones que estaban genéticamente aisladas por decenas de miles de años, como los afroestadounidenses (mezcla de poblaciones africanas y europeas). El método intenta correlacionar el grado de ascendencia de un locus genético con el fenotipo o enfermedad de interés. Se requiere que varios marcadores genéticos a lo largo de todo el genoma difieran en frecuencia entre las poblaciones analizadas.
El mapeo de mezcla genética está basado en la suposición que las diferencias en los índices de enfermedades o los fenotipos se deben en parte a diferencias en las frecuencias de las variantes genéticas que causan la enfermedad o el fenotipo entre las poblaciones. En una población mezclada, estas variantes causales ocurren más frecuentemente en los segmentos cromosómicos heredados por una u otra población ancestral. Los primeros escaneos de mezcla genética fueron publicados en 2005, y desde entonces han sido mapeadas muchas variantes genéticas que contribuyen a las diferencias en enfermedades y rasgos biológicos. Estos incluyen hipertensión, esclerosis múltiple, índice de masa corporal, y cáncer de próstata en afroestadounidenses. Para el 2010, se han construido paneles de mapeo de alta densidad para afroestadounidenses, latinos estadounidenses, y Uyghurs.